# Император
Импера́тор (лат. imperātor «начальник, властитель» ← imperō «повелеваю, правлю»; в средневековой латыни отождествляется с терминами «военачальник, полководец», позже «император» в современном смысле) — титул монарха, главы империи. Изначально — титул военачальника римских легионов. Императри́ца — как правило, супруга правящего императора, иногда — правительница империи в своём праве.
Со времени римского императора Августа (27 г. до н. э. — 14 г. н. э.) титул императора начал приобретать монархический характер. Последним императором в Римском государстве, не являвшимся правителем Рима, был Квинт Юний Блез, при принцепсе Тиберии (начало I века). В европейской традиции титул «император» всегда являлся претензией на лидирующее положение государства и связывался исторически именно с Римом. После падения Римской империи на Западе императорские инсигнии были отосланы на Восток, императору Флавию Зенону, и до 800 года император в Европе был только один — византийский. В 800 году в Риме «императором Запада» был провозглашён король франков Карл I Великий, однако Византийская империя долгое время не признавала этого титула за франкскими королями. В результате распада империи Карла Великого титул императора формально не исчез, но императоры практически не обладали каким-либо заметным могуществом. Ситуация изменилась с приходом к власти в Германии Оттона I, который был коронован в 962 году как «Римский император» и стал, таким образом, основателем Священной Римской империи. Четвёртый крестовый поход, приведший к распаду Византии, стал причиной образования нескольких государств, правители которых считали себя наследниками титула византийских императоров: Латинской империи, Никейской империи и Трапезундской империи. После восстановления Византии в 1261 году Никейская и Латинская империи перестали существовать (войдя в Византию) и, таким образом, с этого момента существовало три империи (Священная Римская, Византийская и Трапезундская). Давление турок-османов привело к падению сначала Византийской империи (1453), а немногим позже и Трапезундской (1461). Захватив Константинополь, османские султаны включили в свой титул словосочетание «император ромеев», претендуя таким образом на преемственность от Рима и Византии, однако турки, выпадавшие на тот момент из европейской историко-культурной парадигмы, не воспринимались таковыми в Европе и правители Османской империи именовались там преимущественно на восточный манер — «султанами».
Таким образом, до начала XVIII века в Европе существовала лишь одна империя — Священная Римская, правитель которой обладал большим авторитетом среди европейских монархов. Однако Пётр I, на тот момент — Государь, Царь и Великий Князь всея Руси, желая утвердить возросший престиж своей страны после победы в Северной войне, объявил себя в 1721 году «императором всероссийским». Этот титул за русскими монархами был признан не сразу, но к середине XVIII века окончательно утвердился.
Наибольшее количество империй появилось в Европе в XIX веке. Так, во Франции в 1804 году (с целью восстановления империи Карла Великого с французским императором во главе) императорский титул был присвоен Наполеону Бонапарту, который в 1804 году стал «императором французов» Наполеоном I, возглавив I Империю. В том же 1804 году его примеру последовал император Священной Римской империи Франц II, объявивший себя императором Австрии, а в 1806 году он отказался от титула императора Священной Римской империи и та прекратила своё существование. Первая Империя во Франции перестала существовать в 1814 году, после поражения и первого отречения Наполеона. В 1852 году, после переворота, произведённого президентом Республики Луи-Наполеоном (племянником Наполеона Бонапарта), была основана Вторая Империя во Франции, а Луи-Наполеон был объявлен императором под именем Наполеона III. Империя пала в 1870 году, после поражения Франции в войне с Пруссией. В то же время Пруссия, усилившаяся после этой войны, объединила вокруг себя германские государства и стала ядром провозглашённой в 1871 году Германской империи, возглавляемой германским императором.
Императорами, в европейской традиции, провозглашали себя правители некоторых латиноамериканских государств, получивших независимость в XIX веке. Гаитянская империя была провозглашена в 1804 году, после отделения колонии от Франции и в подражание Наполеону. Она просуществовала всего два года, до 1806. Императором также провозгласил себя правитель Гаити Фостен I (1849—1859). Империя была провозглашена также в Бразилии после получения страной независимости. Кроме того, на два коротких периода (1822—1823 и 1863—1867 гг.) империя провозглашалась в Мексике.
В 1876 году английская королева Виктория была объявлена императрицей Индии; в 1936 году, после начала захватнической войны итальянского фашистского правительства против Абиссинии (Эфиопии) король Италии Виктор Эммануил III был провозглашён императором Эфиопии (явно в подражание английским королям — императорам Индии).
Термин «империя» также используется для обозначения правителей ряда неевропейских монархий (Иран, Китай, Корея, Монголия, Япония, доколумбовы государства Америки, Эфиопия, доколонизационные государства Африки и Океании), при том что название титула на языках этих стран не происходит от лат. imperātor.
В начале XX века, в результате Первой мировой войны и вызванных ею революций, пали крупнейшие европейские империи: Российская — в 1917 году, Германская и Австро-Венгерская — в 1918. Процесс распада Британской империи начался после завершения Второй мировой войны и фактически завершился к 1980-м годам, когда империя распалась на ряд независимых и полунезависимых государств.
Формально термин «империя» применяется к государствам, получившим в Новое время обширные колонии на других континентах — Португальская колониальная империя, Испанская колониальная империя, Голландская и т.п. Однако правители этих государств никогда не имели титула императора. Исключение составляет английская королева Виктория, которая была коронована как «императрица Индии» — оставшись, однако, для своих английских подданных и остальных европейцев королевой.
Единственным действующим монархом с титулом император является император Японии (собственно тэнно; ранее из-за табуирования титула использовалось также слово микадо). В числе последних императоров XX века были монархи Эфиопии, Вьетнама, Маньчжоу-го, Кореи, а также самопровозглашённый император Центральноафриканской империи (1976—1979) Жан-Бедель Бокасса.
Титул императора используется во многих произведениях, в том числе в книгах (Падишахи-Императоры во вселенной «Дюны»), фильмах (император Палпатин в «Звёздных войнах») и играх (Император человечества в Warhammer 40,000).

## Европа

### Римская империя
С падением Западной Римской империи (476, sm: Iordan «Gotica») титул императора сохранился на Востоке — в Византии. Впоследствии на Западе он был восстановлен Карлом Великим (800), а затем германским королём Оттоном I (962).

### Византийская империяи её осколки

#### Никейская империя
- Феодор I Ласкарис (1206—1222)
- Иоанн III Дука Ватац (1221/1222-1254)
- Феодор II Ласкарис (1254—1258)
- Иоанн IV Ласкарис (1258—1259)
- Михаил VIII Палеолог (1259—1261)

### Франкская империя
В 800 году Карл Великий был коронован папой римским Львом III "римским императором".

### Священная Римская империя
Процессы становления единого государства в Священной Римской империи за всю историю её существования так и не были завершены, и она оставалась децентрализованным образованием со сложной феодальной иерархической структурой, объединявшей несколько сотен территориально-государственных образований. Во главе империи стоял император, избираемый коллегией курфюрстов. При этом титул императора не был наследственным, а власть императора никогда не была абсолютной и ограничивалась высшей аристократией Германии, а с конца XV века — рейхстагом, представлявшим интересы основных сословий империи.

### Российская империя
В древнерусском языке вместо титула «император» использовался титул «царь», происходящий от одного из титулов римских императоров — «цезарь», соответственно вместо названия «империя» использовалось название «царство», хотя в документах с иностранными государствами, на латинском языке вместо слова «царь» использовалось слово «император». Так, Соловьёв в своей «Истории» пишет: «Наконец, в 1410 году псковские посадники и бояре съехались с рыцарями у Киремпе и заключили мир по старине, на псковской воле; в 1417 в Ригу приехал посол великокняжеский с двумя псковскими сановниками, и заключили договор о свободной торговле и непропуске врагов Ордена чрез псковские, а псковских — чрез орденские владения; в обидах положено искать управы судом, а не мечом; великий князь Василий в этой грамоте называется великим королём московским, императором русским.»
Преобразования царства Российского, происшедшие при царе Петре привели в том числе к переходу на использование в официальных документах термина «Российская империя» вместо термина «Российское царство». Императоры в России были с 1721 по 1917 год. Первым официальным императором стал Пётр I в 1721 году. Последний император Николай II отрёкся от престола в Февральскую революцию 1917 года. Император обладал верховной самодержавной властью (с 1906 — законодательной властью вместе с Государственной думой и Государственным советом), официально титуловался «Его Императорское Величество» (в сокращённой форме — «Государь» или «Е. И. В.»).

### Французская империя

#### Первая империя
- Наполеон I (1804—1814,1815)

#### Вторая империя
- Наполеон III (1852—1870)

### Австрийская империяиАвстро-Венгрия
- Франц II (1804—1835)
- Фердинанд I (1835—1848)
- Франц Иосиф I (1848—1916, с 1867 — император Австрии и король Венгрии)
- Карл I (1916—1918)

### Германская империя
- Вильгельм I (1871—1888)
- Фридрих III (1888)
- Вильгельм II (1888—1918)

## Османская империя[3]
Османские правители никогда не носили титул "Император", но носили титул "Падишах", что по иерархии мусульманских правителей равнялось европейскому титулу "Император".

## Азия

### Индуистская Маратхская империя
- Шиваджи (1674—1680)
- Самбхаджи (1680—1689)
- Раджарам I (1689—1700)
- Тарабай (1700—1707)
- Шахуджи I (1707—1749)
- Раджарам II (1749—1777)
- Шахуджи II (1777—1808)
- Пратап Сингх (1808—1819)

### Корейская империя
- Коджон (1897—1907)
- Сунджон (1907—1910)

### Империя Маньчжоу-го
- Пу И (1934—1945)

## Африка

### Империя Гана
Династии Кайамага

### Империя Канем-Борно
Информация о правителях находится в статье об этом государстве

### Империя Сонгай
- Али Бер (1462—1492)
- Сунни Бару (?)
- Аския Мохаммед I (1493—1538)
- и т. д.

### Центральноафриканская империя
- Бокасса I (1976—1979)

## Америка

### Империя Ацтеков
Титул Ацтекских правителей "Тлатоани" традиционно приравнивается к Императорскому.
1. Акамапичтли — (1371—1396),
2. Уилицилипутль — (1396—1414),
3. Чимальпопока — (1414—1428),
4. Ицкоатль — (1428—1440),
5. Монтекосума I Старший — (1440—1469),
6. Ашайякатль — (1469—1481),
7. Тисок — (1481—1486),
8. Ауисотль — (1486—1502),
9. Монтекосума II Молодой — (1502—1520),
10. Куитлауак — (1520 4 месяца),
11. Куаутемок — (1520—1521)

### Бразильская империя
- Педру I (1822—1831)
- Педру II (1831—1889)

### Империя Гаити

#### Первая империя
- Жак I (1804—1806)

#### Вторая империя
- Фостен I (1849—1859)

### Мексиканская империя

#### Первая империя
- Агустин I (1822—1823)

#### Вторая империя
- Максимилиан I (1864—1867)

## Сравнительное применение титула
Понятие империя, как и императорского титула, в исторической науке и быту, может быть направлено на государства и правителей существовавших до появления этого титула или не имевших его на прямую. К таким относятся например Аккадское царство, Ассирийская держава, Персидская Империя, Империя Александра Македонского, Империя Маурья, Империя Цинь, Империя Хунну и др. Также императорами именовались Турецкие султаны,  правители многочисленных государств в Индии, Китае, Японии и ряда других азиатских стран. Также к императорскому титулу приравнивались титулы некоторых правителей доколумбовой Америки (Ацтекские Тлатоани, Инкские Инки и т.д).